# Sphagoeme ochracea
Sphagoeme ochracea là một loài bọ cánh cứng trong họ Cerambycidae.